# Herman (Name)
Herman ist ein deutscher und englischer Vor- und Familienname.

## Herkunft und Bedeutung
Herman ist eine Schreibvariante zu Hermann, siehe dort auch zu weiteren Informationen.

## Namensträger

### Vorname

#### A
- Herman F. Achminow (1921–1985), deutsch-russischer Sowjetologe und Publizist
- Herman A. Affel (1893–1972), US-amerikanischer Elektrotechniker, Miterfinder des Koaxialkabels
- Herman Auerbach (1901–1942), polnischer Mathematiker
- Herman Autrey (1904–1980), US-amerikanischer Jazztrompeter des Swing
- Herman Axelbank († 1979), amerikanischer Filmproduzent

#### B
- Herman Badillo (1929–2014), US-amerikanischer Politiker
- Herman Baltia (1863–1938), belgischer General-Leutnant und Politiker
- Herman Bang (1857–1912), dänischer Schriftsteller und Journalist
- Herman Bavinck (1854–1921), niederländischer Theologe
- Herman Benjamins (1850–1933), surinamischer Leiter der Schulaufsicht, Herausgeber und Redakteur
- Herman Berkien (1942–2005), niederländischer Entertainer und Sänger
- Herman Bernstein (1876–1935), US-amerikanischer jüdischer Journalist, Schriftsteller, Übersetzer und Diplomat
- Herman Bianchi (1924–2015), niederländischer Rechtswissenschaftler und Kriminologe sowie Mystiker
- Herman Bing (1889–1947), deutscher Schauspieler
- Herman Wilhelm Bissen (1798–1868), dänischer Bildhauer
- Herman Bjørklund (1883–1960), norwegischer Tennisspieler
- Herman Bloch (1912–1990), US-amerikanischer Chemiker und Erfinder
- Herman A. Blumenthal (1916–1986), US-amerikanischer Artdirector und Szenenbildner
- Herman Boerhaave (1668–1738), niederländischer Mediziner, Chemiker und Botaniker
- Herman Boone (1935–2019), US-amerikanischer Footballspieler und -trainer
- Herman Charles Bosman (1905–1951), südafrikanischer Autor und Journalist
- Hermán Brady (1919–2011), chilenischer Generalmajor und Politiker
- Herman Branson (1914–1995), US-amerikanischer Physiker und Chemiker
- Herman Brood (1946–2001), niederländischer Blues- und Rockmusiker, Maler, Schauspieler und Lyriker
- Herman Brown (1892–1962), US-amerikanischer Unternehmer
- Herman Brusselmans (* 1957), belgischer Schriftsteller, Dichter, Verfasser von Theaterstücken, Kolumnist

#### C
- Herman Cain (1945–2020), US-amerikanischer Geschäftsmann, Kolumnist und Radiomoderator
- Herman Cederberg (1883–1969), finnischer Schwimmer, der auf die Bruststrecken spezialisiert war
- Herman Cedercreutz (1684–1754), schwedischer Graf, Reichsrat und Diplomat
- Herman Chernoff (* 1923), US-amerikanischer Mathematiker
- Herman Chittison (1908–1967), US-amerikanischer Jazz-Pianist
- Herman Conway (1908–1983), englischer Fußballtorhüter
- Herman Cornejo (* 1981), argentinischer Balletttänzer

#### D
- Herman Bjorn Dahle (1855–1920), US-amerikanischer Politiker
- Herman Daly (1938–2022), US-amerikanischer Ökonom

#### E
- Herman P. Eberharter (1892–1958), US-amerikanischer Politiker
- Herman van Engeland (1943–2016), niederländischer Mediziner, Kinder- und Jugendpsychiater und Hochschullehrer

#### F
- Herman Feshbach (1917–2000), US-amerikanischer theoretischer Physiker
- Herman Finkers (* 1954), niederländischer Kabarettist
- Herman Fleming (1619–1673), schwedischer Politiker und Militär
- Herman Flesche (1886–1972), deutscher Architekt, Maler, Kunsthistoriker und Schriftsteller
- Herman Foster (1928–1999), US-amerikanischer Jazzmusiker und Komponist
- Herman Fouche (* 1987), südafrikanischer Radrennfahrer
- Herman Frank (* 1959), deutscher Metal-Gitarrist und Musikproduzent
- Herman Franke (1948–2010), niederländischer Schriftsteller, Hochschullehrer und Kriminologe
- Herman Frazier (* 1954), US-amerikanischer Sprinter und Olympiasieger

#### H
- Herman Heijermans (1864–1924), niederländischer Dramatiker, Schriftsteller, Journalist und Intendant
- Herman Heijermans Sr. (1824–1910), niederländischer Journalist
- Herman Hollerith (1860–1929), US-amerikanischer Unternehmer und Ingenieur

#### J
- Heřman Antonín Jelínek (1709–1779), tschechischer Komponist und Violinvirtuose

#### K
- Herman Adriaan van Karnebeek (1874–1942), niederländischer Diplomat und Minister
- Herman Anders Krüger (1871–1945), deutscher Literaturwissenschaftler, Bibliothekar und Hochschullehrer

#### M
- Herman Melville (1819–1891), US-amerikanischer Schriftsteller, Dichter und Essayist
- Herman A. Metz (1867–1934), US-amerikanischer Geschäftsmann und Politiker

#### S
- Herman Sörgel (1895–1952), deutscher Ingenieur, Initiator des Atlantropa-Projekts

#### V
- Herman Van Springel (1943–2022), belgischer Radrennfahrer
- Herman van Veen (* 1945), niederländischer Singer-Songwriter, Violinist, Schriftsteller, Clown und Schauspieler

#### W
- Herman Walder (1905–1991), US-amerikanischer Jazz- und R&B-Musiker
- Herman Wallace (1941–2013), US-amerikanischer Gefangener und Menschenrechtsaktivist
- Herman Watzinger (1916–1986), norwegischer Ingenieur
- Herman Weidelener (1903–1972), deutscher Religionsphilosoph, Pfarrer und Schriftsteller
- Herman Weigel (* 1950), deutscher Filmproduzent und Drehbuchautor
- Herman Weißker (1808–1860), deutscher Richter und Politiker, MdL
- Herman Welker (1906–1957), US-amerikanischer Politiker
- Herman Whiton (1904–1967), US-amerikanischer Segler
- Herman Wildenvey (1885–1959), norwegischer Schriftsteller

### Familienname
- Ace Herman (1913–1971), US-amerikanischer Filmeditor
- Al Herman (1927–1960), US-amerikanischer Rennfahrer
- Alexis Herman (1947–2025), US-amerikanische Politikerin
- Alfred Herman (1889–1973), US-amerikanischer Artdirector und Szenenbildner
- Augustine Herman (1621–1686), böhmischer Kaufmann, Entdecker, Kartograf
- Babe Herman (1903–1987), US-amerikanischer Baseballspieler
- Benedict von Herman (1689–1782), Fernhandelskaufmann und erster schwäbischer Millionär
- Benjamin Herman (* 1968), niederländischer Jazz-Saxofonist
- Billy Herman (1909–1992), US-amerikanischer Baseballspieler
- Bonnie Herman (* um 1945), US-amerikanische Pop- und Jazzsängerin
- Daniel Herman (* 1963), tschechischer katholischer Priester, Politiker und seit 2014 Minister für Kultur im Kabinett Bohuslav Sobotka
- David Herman (Beamter), kursächsischer Beamter
- David Herman (* 1967), US-amerikanischer Schauspieler und Synchronsprecher
- Edward S. Herman (1925–2017), US-amerikanischer Ökonom
- Elwira Herman (* 1997), belarussische Hürdenläuferin
- Eugen Herman-Friede (1926–2018), deutscher Widerstandskämpfer
- Eva Herman (Pseudonym von Eva Herrmann; * 1958), deutsche Fernsehmoderatorin und Autorin
- Fernand Herman (1932–2005), belgischer Politiker und Ökonom
- Georg Hermann (1871–1943), deutscher Schriftsteller
- George Herman (1928–2019), US-amerikanischer Schriftsteller, Regisseur und Bühnenautor
- Hugo von Herman (1817–1890), königlich bayerischer Regierungsbeamter, zuletzt Regierungspräsident von Mittelfranken
- Jerry Herman (1931–2019), US-amerikanischer Komponist
- Jimmy Herman († 2013), kanadischer Schauspieler
- Jonathan Herman, US-amerikanischer Drehbuchautor
- József Herman (1924–2005), ungarischer Romanist und Latinist
- Judith Lewis Herman (* 1942), US-amerikanische Psychiaterin
- Justin B. Herman (1907–1983), US-amerikanischer Drehbuchautor, Filmregisseur, Filmproduzent, Cartoonist und Filmschaffender
- Katarzyna Herman (* 1971), polnische Schauspielerin
- Keri Herman (* 1982), US-amerikanische Freestyle-Skierin
- Lazar Herman; (1896–1961), deutscher Autor, siehe Leo Lania
- Lee H. Herman (* 1939), US-amerikanischer Koleopterologe
- Lisa Herman (* 1954), US-amerikanische Singer-Songwriterin
- Mark Herman (* 1954), britischer Filmregisseur
- Martial Herman (1759–1795), französischer Richter und Revolutionär
- Max Herman (1895–1971), rumänischer Künstler, siehe M. H. Maxy
- Max Herman (Musiker) (1914–2014), US-amerikanischer Musiker
- Michael Herman (Politiker) (1820–1883), österreichischer Politiker des Abgeordnetenhauses
- Michael Herman (1942–2000), französischer Mathematiker
- Natalja Herman (* 1963), sowjetische Leichtathletin
- Nikolaus Herman (1480/1500–1561), deutscher Kantor, Lehrer und Schöpfer von Kirchenliedern
- Ottó Herman (1835–1914), ungarischer Naturforscher
- Paul Herman (Leichtathlet) (* 1941), US-amerikanischer Zehnkämpfer
- Paul Herman (Schauspieler) (1946–2022), US-amerikanischer Schauspieler
- Paul Herman (Songwriter) (* 1968), britischer Songwriter und Musikproduzent
- Pete Herman (1896–1973), US-amerikanischer Boxer
- Petr Herman (* 1974), tschechischer Straßenradrennfahrer
- Pierre Herman (1910–1990), französischer Politiker
- Ralph Herman († 2014), britischer Varietékünstler
- Reinhold Ludwig Herman (1849–1919), deutscher Komponist und Dirigent
- Robert Herman (1914–1997), US-amerikanischer Physiker
- Rony Herman (* 1990), österreichischer Schauspieler
- Russell Herman (1953–1998), südafrikanischer Musiker und Musikproduzent
- Sergio Herman (* 1970), niederländischer Koch
- Stefan Herman (1902–1981), polnischer Geiger und Musikpädagoge
- Stewart W. Herman (1909–2006), US-amerikanischer lutherischer Geistlicher, Agent und Hochschulrektor
- Timothy Herman (* 1990), belgischer Speerwerfer
- Ulf Herman (* 1966), deutscher Profiwrestler
- Woody Herman (1913–1987), US-amerikanischer Jazzmusiker, Klarinettist und Bandleader
- Yaron Herman (* 1981), israelischer Jazz-Pianist